# Відкритий чемпіонат Японії з тенісу AIG 2005
Відкритий чемпіонат Японії з тенісу AIG 2005 — тенісний турнір, що проходив на відкритих кортах з твердим покриттям Ariake Coliseum у Токіо (Японія). Це був 32-й за ліком Відкритий чемпіонат Японії з тенісу. Належав до серії International Gold в рамках Туру ATP 2005, а також до серії Tier III в рамках Туру WTA 2005. Тривав з 3 жовтня до 9 жовтня 2005 року. Веслі Муді і Ніколь Вайдішова здобули титул в одиночному розряді.

## Фінальна частина

### Одиночний розряд, чоловіки
Веслі Муді —  Маріо Анчич, 1–6, 7–6(9–7), 6–4 
- Для муді це був 1-й титул за рік і 1-й — за кар'єру.

### Одиночний розряд, жінки
Ніколь Вайдішова —  Татьяна Головін, 7–6(7–4), 3–2, знялася
- Для Вайдішової це був 2-й титул за сезон і 4-й — за кар'єру.

### Парний розряд, чоловіки
Satoshi Iwabuchi /  Судзукі Такао —  Сімон Аспелін /  Тодд Перрі, 5–4(7–3), 5–4(15–13)
- І для Івабучі, і для Судзукі це був єдиний титул за кар'єру.

### Парний розряд, жінки
Хісела Дулко /  Марія Кириленко —  Асагое Сінобу /  Марія Венто-Кабчі, 7–5, 4–6, 6–3